# Szentkatalin
Szentkatalin község Baranya vármegyében, a Szentlőrinci járásban. Pécstől északnyugatra, Okorvölgy északi szomszédjában fekvő zsáktelepülés.

## Története
Szentkatalin és környéke ősidők óta lakott hely lehetett, határában gyakran kerülnek felszínre bronzkori és római korból való leletek.
Nevét 1542-ben említik először az oklevelek Zenth Chaterina alakban. A falu a török időkben is lakott maradt, lakossága azonban nagyon megritkult. 1750-ben német telepesek érkeztek a faluba.
A településhez tartozik Képespuszta is, mely Szentkatalin, az Okorvölgyhöz tartozó Szabadságmajor és a Hetvehelyhez tartozó Kán között fekszik. Keleti aljában római régészeti maradványokat találtak. Összesen 16 ház alkotja a falut, többnyire nyáron lakják a házak többségét. Turisták, kirándulók állomása.
1978-ban hozzácsatolták az elnéptelenedő Karácodfát.

## Közélete

### Polgármesterei
- 1990–1994: Moravetz Levente (független)[3]
- 1994–1998: Majorosi Ferenc (független)[4]
- 1998–2002: Majorosi Ferenc (független)[5]
- 2002–2006: Toperczer Istvánné (független)[6]
- 2006–2010: Toperczer Istvánné (független)[7]
- 2010–2014: Toperczer Istvánné (független)[8]
- 2014–2015: Dóra József (független)[9]
- 2016–2019: Varga Éva (független)[10]
- 2019–2024: Varga Éva (független)[11]
- 2024– : Varga Éva (független)[1]

A településen 2016. március 13-án időközi polgármester-választást tartottak, az előző polgármester halála miatt.

## Népesség
A település népességének változása:
| Lakosok száma | 91   | 83   | 88   | 90   | 92   | 87   | 95   | 93   |
|               | 2013 | 2014 | 2015 | 2019 | 2021 | 2022 | 2023 | 2024 |

A 2011-es népszámlálás során a lakosok 89,2%-a magyarnak, 3,2% cigánynak, 5,4% németnek, 2,2% románnak, 1,1% szerbnek mondta magát (9,7% nem nyilatkozott; a kettős identitások miatt a végösszeg nagyobb lehet 100%-nál). A vallási megoszlás a következő volt: római katolikus 49,5%, református 6,5%, görögkatolikus 2,2%, felekezeten kívüli 25,8% (15,1% nem nyilatkozott).
2022-ben a lakosság 69%-a vallotta magát magyarnak, 6,9% németnek, 1,1% cigánynak, 5,7% egyéb, nem hazai nemzetiségűnek (28,7% nem nyilatkozott; a kettős identitások miatt a végösszeg nagyobb lehet 100%-nál). Vallásuk szerint 6,9% volt római katolikus, 2,3% evangélikus, 50,6% felekezeten kívüli (40,2% nem válaszolt).

## Nevezetességei
- Harangláb

## Külső hivatkozások
- Szentkatalin honlapja